# Parapenaeon japonica
Parapenaeon japonica là một loài chân đều trong họ Bopyridae. Loài này được Thielemann miêu tả khoa học năm 1910.